# Порятунок (фільм, 1929)
Порятунок (англ. The Rescue) — американський докодексовий романтичний пригодницький фільм 1929 року режисера Герберта Бренона знятий кінокомпанією Samuel Goldwyn Productions. Сценарій написаний Елізабетою Міхан на основі однойменного роману Джозефа Конрада. Музику до фільму написав Гуго Рейсенфнлд. Головні ролі у фільмі зіграли Рональд Колман та Лілі Даміта.

## В ролях
- Рональд Колман — Том Лінгард
- Лілі Даміта — Леді Едіт Треверс
- Альфред Гікмен — містер Траверс
- Теодор фон Ельц[en] — візник
- Джон Девідсон[en] — Гассім
- Філіп Стрендж[en] — д'Алейсер
- Бернар Зігель[en] — Йоргенсен
- Соджін Каміяма[en] — Даман
- Гаррі Кордінг[en] — Белераб
- Ласка Вінтер — Іммада
- Дюк Каханамоку — Джафір
- Луї Моррісон — Шов
- Джордж Рігас[en] — Васаб
- Кріспін Мартін[en] — Тенга

## Збереження
Неповний запис (відсутній один барабан з плівкою) зберігається в колекції архіву Музею Джорджа Істмена.